# Luis Gálvez de Montalvo
Luis Gálvez de Montalvo, född omkring 1549 i provinsen Málaga, död omkring 1591 på Sicilien, var en spansk skald.
Montalvo stod i vänskapsförhållande till Cervantes och Lope de Vega, som berömmande omtalar honom i sina arbeten, och var på sin tid mycket populär såväl för herderomaner (exempelvis El Pastor de Filida, omväxlande vers och prosa, 1582, 1590 och 1600) som för elegant lyrik. Montalvo översatte bland annat Luigi Tansillos Le lacrime di San Petro (1587) och Tassos Gerusalemme liberata. 